# Cornelius Burdette
Cornelius Lonzo Burdette (ur. 6 listopada 1878 w Sandstone, zm. 28 lutego 1955 w Charleston) – amerykański strzelec, mistrz olimpijski.
W 1912 roku był członkiem West Virginia National Guard. Na emeryturę przeszedł w 1937 roku w stopniu majora, będącego wówczas w departamencie uzbrojenia. Służył m.in. na Filipinach i Dalekim Wschodzie, członek Kubańskiego Korpusu Ekspedycyjnego. Z rąk gubernatora Wirginii Zachodniej otrzymał Medal Sił Lądowych za Wybitną Służbę (1953).
Burdette wystąpił na Letnich Igrzyskach Olimpijskich 1912 w czterech konkurencjach. Indywidualnie najwyższą pozycję zajął w karabinie wojskowym z dowolnej postawy z 600 m, w którym uplasował się na 8. miejscu. W drużynowym strzelaniu z karabinu wojskowego zdobył wraz z kolegami z reprezentacji złoty medal, osiągając najlepszy rezultat wśród amerykańskich zawodników (skład zespołu: Harry Adams, Allan Briggs, Cornelius Burdette, John Jackson, Carl Osburn, Warren Sprout).

## Wyniki

### Igrzyska olimpijskie
| Igrzyska | Konkurencja                              | Wynik                                         | Miejsce | Źródło |
| -------- | ---------------------------------------- | --------------------------------------------- | ------- | ------ |
| IO 1912  | Karabin dowolny, trzy postawy, 300 m     | 912 pkt. (349–300–263)                        | 21      | [ 1 ]  |
| IO 1912  | Karabin wojskowy, trzy postawy, 300 m    | 75 pkt. (40–35)                               | 52      | [ 2 ]  |
| IO 1912  | Karabin wojskowy, dowolna postawa, 600 m | 87 pkt.                                       | 8       | [ 3 ]  |
| IO 1912  | Karabin wojskowy, drużynowo              | 1687 pkt. (druż.) 288 pkt. ind. (74–73–71–70) |         | [ 4 ]  |